# Nocera Umbra
Nocera Umbra is een gemeente in de Italiaanse provincie Perugia (regio Umbrië) en telt 6130 inwoners (31-12-2004). De oppervlakte bedraagt 157,2 km², de bevolkingsdichtheid is 39 inwoners per km².

## Demografie
Nocera Umbra telt ongeveer 2374 huishoudens. Het aantal inwoners daalde in de periode 1991-2001 met 3,7% volgens cijfers uit de tienjaarlijkse volkstellingen van ISTAT. Tijdens de Umbrisch-Marchegiaanse aardbeving van 1997 werd Nocera Umbra zwaar getroffen. Door de trage herstellingswerken bleef het historische stadscentrum gedurende zo'n 10 jaar zo goed als onbewoond.
| Jaar | Inwoneraantal |
| ---- | ------------- |
| 1991 | 6124          |
| 2001 | 5896          |

## Geografie
De gemeente ligt op ongeveer 520 m boven zeeniveau.
Nocera Umbra grenst aan de volgende gemeenten: Assisi, Fabriano (AN), Fiuminata (MC), Foligno, Gualdo Tadino, Serravalle di Chienti (MC), Valfabbrica, Valtopina.